# Децемвири
Децемвири (лат.: decem viri - 10 мъже) се наричат 10-членни комисии в Древноримската република.
Борбите между плебеи и патриции в средата на 5 век пр.н.е. водят до споразумение за създаване на децемвират, който да запише основните закони. Допреди тази комисия магистратите (патриции) раздават правосъдие като се водят от обичаи и злоупотребяват, тълкувайки правото както им е угодно, тъй като законите не са публикувани и не могат да се проверят.
Първите децемвири Decemviri Consulari Imperio Legibus Scribundis се събират през 451 пр.н.е. и са водени от Апий Клавдий Крас Сабин и Тит Генуций Авгурин, консули за тази година. През 450 пр.н.е. е свикан втори децемвират (в състава се повтаря само Апий Клавдий Крас Сабин), които напускат служба през 449 пр.н.е. след съпротива срещу извънредното управление. Втората комисия допълва бронзовите плочи с нови 2 до 12, които са изложени на Форума (Дванадесетте таблици, Lex duodecim tabularum).
Друг вид децемвират е Decemviri Stlitibus Iudicandis —— древно гражданско съдебно жури, което се занимава със субективните права на индивидите.
- Decemviri Legibus Scribundis, въвежда Законите на дванадесетте таблици от 451 пр.н.е. до 449 пр.н.е.
- Decemviri Stlitibus Iudicandis, римски цивилен съд
- Decemviri Sacris Faciundis е държавно-религиозна колегия в състав от 5-има плебеи и 5-има патриции пожизнено. Управлява Сибилските книги и Аполонските игри.
- Decemviri Agris Dandis Adsignandis, 10 мъже, разпределящи ager publicum (държавната земя).
- Decemviri Consulari Imperio Legibus Scribundis (452 – 449 пр.н.е.).